# Opilioparamo regaladoi
Opilioparamo regaladoi is een hooiwagen uit de familie Zalmoxioidae. De wetenschappelijke naam van de soort werd in 1999 door González-Sponga gepubliceerd als Paramo regaladoi.